# Symphonie no 6 de Chávez
Pour les articles homonymes, voir Symphonie no 6.

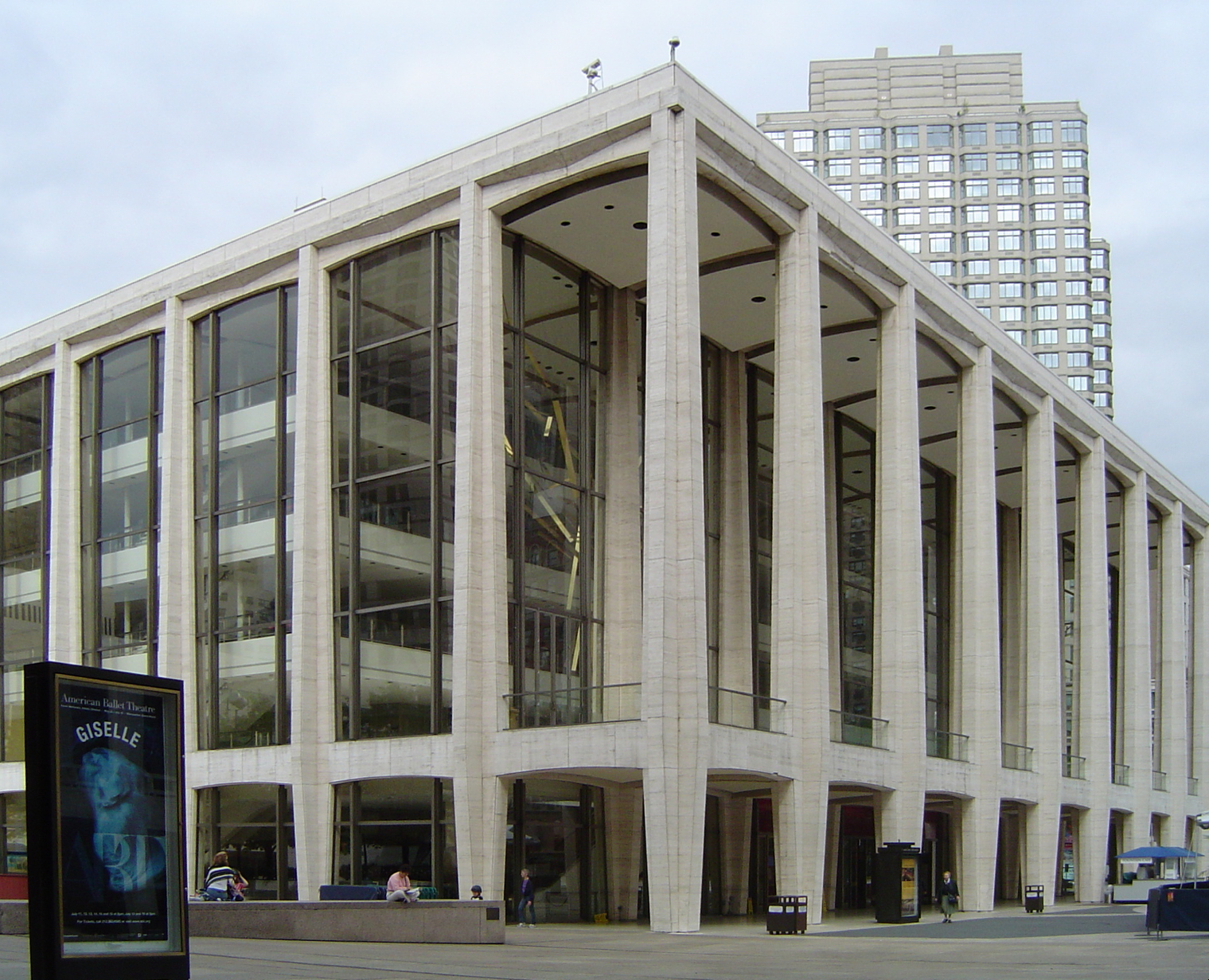
Le Philharmonic Hall (aujourd'hui Avery Fisher Hall), Lincoln Center, où a été créée la sixième symphonie en 1964

La sixième symphonie de Carlos Chávez a été composée entre 1961 et 1962.

## Historique
La Sixième Symphonie a été commandée par l'Orchestre philharmonique de New York à l'occasion de l'ouverture de la saison 1962-1963 dans le Lincoln Center for the Performing Arts. La composition a été achevée en 1962 et une date a été fixée pour la première de la symphonie au printemps de 1963, mais Chávez a continué à apporter des révisions à la partition et la date a dû être reportée. Elle a finalement été créée à New York le 7 mai 1964 dans le Philharmonic Hall du Lincoln Center, par Leonard Bernstein et l'Orchestre philharmonique de New York, à qui la partition est dédiée.

## Orchestration
| Instrumentation de la sixième symphonie                                              |
| Cordes                                                                               |
| premiers violons, seconds violons, altos, violoncelles, contrebasses                 |
| Bois                                                                                 |
| 2 flûtes, piccolo, 2 hautbois, cor anglais, 2 clarinettes, 2 bassons, 1 contrebasson |
| Cuivres                                                                              |
| 4 cors, 2 trompettes, 2 trombones, 1 trombone basse, 1 tuba                          |
| Percussions                                                                          |
| timbales                                                                             |

## Mouvements
La symphonie se compose de trois mouvements :
1. Introduzione: Andante moderato
2. Allegro
3. Con anima

## Discographie
- L'orchestre symphonique national dirigé par Carlos Chávez, 1967 (CBS)
- L'orchestre symphonique de Londres dirigé par Eduardo Mata, 1981 (Vox).